# Volkmar Groß
Volkmar Groß (Berlín, 31 de enero de 1948 - Ibídem, 3 de julio de 2014) fue un futbolista alemán que jugaba en la demarcación de portero.

## Biografía
Debutó en 1967 como futbolista con el Hertha Berlín, donde jugó un total de 101 partidos. En 1971, Groß recibió 15 000 marcos de multa como resultado de una investigación sobre un esquema de amaño de partidos. Además fue expulsado de la Bundesliga por dos años, y de la selección de fútbol de Alemania de por vida. Durante el tiempo de sanción jugó en el Hellenic FC de Sudáfrica, y en el FC Twente, donde llegó a jugar la final de la Copa de la UEFA  de 1975. Tras jugar en el Tennis Borussia Berlin, FC Schalke 04 y Minnesota Kicks, fichó por el San Diego Sockers, donde ganó la NASL en 1982, y la MISL en 1983, año en el que se retiró.
Falleció el 3 de julio de 2014 en Berlín a los 66 años de edad.

## Selección nacional
Jugó un partido amistoso con la selección de fútbol de Alemania, el 22 de noviembre de 1970, partido que ganó el combinado alemán por 1-3.

## Clubes
| Club                   | País           | Año         | Partidos | Goles |
| ---------------------- | -------------- | ----------- | -------- | ----- |
| Hertha Berlín          | Alemania       | 1967 - 1972 | 101      | 0     |
| Hellenic FC            | Sudáfrica      | 1972 - 1974 | ¿?       | ¿?    |
| FC Twente              | Países Bajos   | 1974 - 1976 | 65       | 0     |
| Tennis Borussia Berlin | Alemania       | 1977        | 17       | 1     |
| FC Schalke 04          | Alemania       | 1977 - 1979 | 35       | 0     |
| Minnesota Kicks        | Estados Unidos | 1979        | 15       | 0     |
| San Diego Sockers      | Estados Unidos | 1979 - 1983 | 125      | 1     |

## Palmarés

### Campeonatos nacionales
| Título | Club              | País           | Año  |
| ------ | ----------------- | -------------- | ---- |
| NASL   | San Diego Sockers | Estados Unidos | 1982 |
| MISL   | San Diego Sockers | Estados Unidos | 1983 |